# Камнеточцы

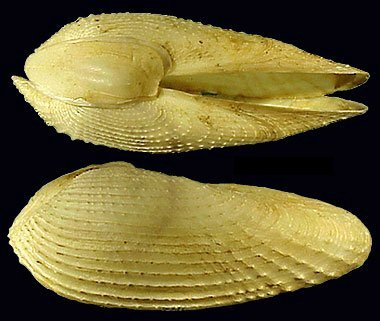
Белая барнеа (Barnea candida)

Камнеточцы — морские двустворчатые моллюски, протачивающие ходы в твёрдых породах. К ним относят представителей разных семейств: Pholadidae (фолады), Gastrochaenidae, Hiatellidae, Mytilidae и др. Общей их чертой является наличие крепкой, покрытой шипами и бугорками раковины, створки которой скреплены лишь двумя мышцами: это позволяет моллюскам сверлить грунт с помощью механического трения. Другая особенность — короткая нога, с помощью которой моллюск прикрепляется к стенке создаваемого хода. Эти ходы, глубиной до 30 см, моллюски прокладывают в самых разных субстратах (глины, известняк, песчаник, мрамор, кораллы, гранит, бетон и т. п.), часть из которых мягче, а часть — твёрже их собственной раковины.
Моллюски-камнеточцы распространены в морях Северного полушария. Предпочитают солёность не ниже 10 %, встречаются на глубине до 500 м. В европейских морях, в том числе Чёрном и Азовском, обитают такие виды, как обыкновенный морской финик (Lithophaga lithophaga), американский сверлильщик (Petricola pholadiformis), белая барнеа (Barnea candida); в северных часто встречается гиателла арктическая (Hiatella arctica).
Камнеточцы могут наносить вред прибрежным и гидротехническим сооружениям; иногда их деятельность способна вызывать оползни берегов и осадку грунта. Так, в Чёрном море они регулярно разрушают большие площади породы, которая затем сносится волнами. Нередко моллюски повреждают коралловые постройки.
Иногда камнеточцами, помимо моллюсков, называют также иные организмы, способные точить камень механическим способом или с помощью выделяемых кислот. К ним относят, в частности, некоторые виды червей, губок, водорослей, морских ежей, усоногих и мшанок. Растворять камни могут также метаболиты цианобактерий.